# Cyprián Majerník

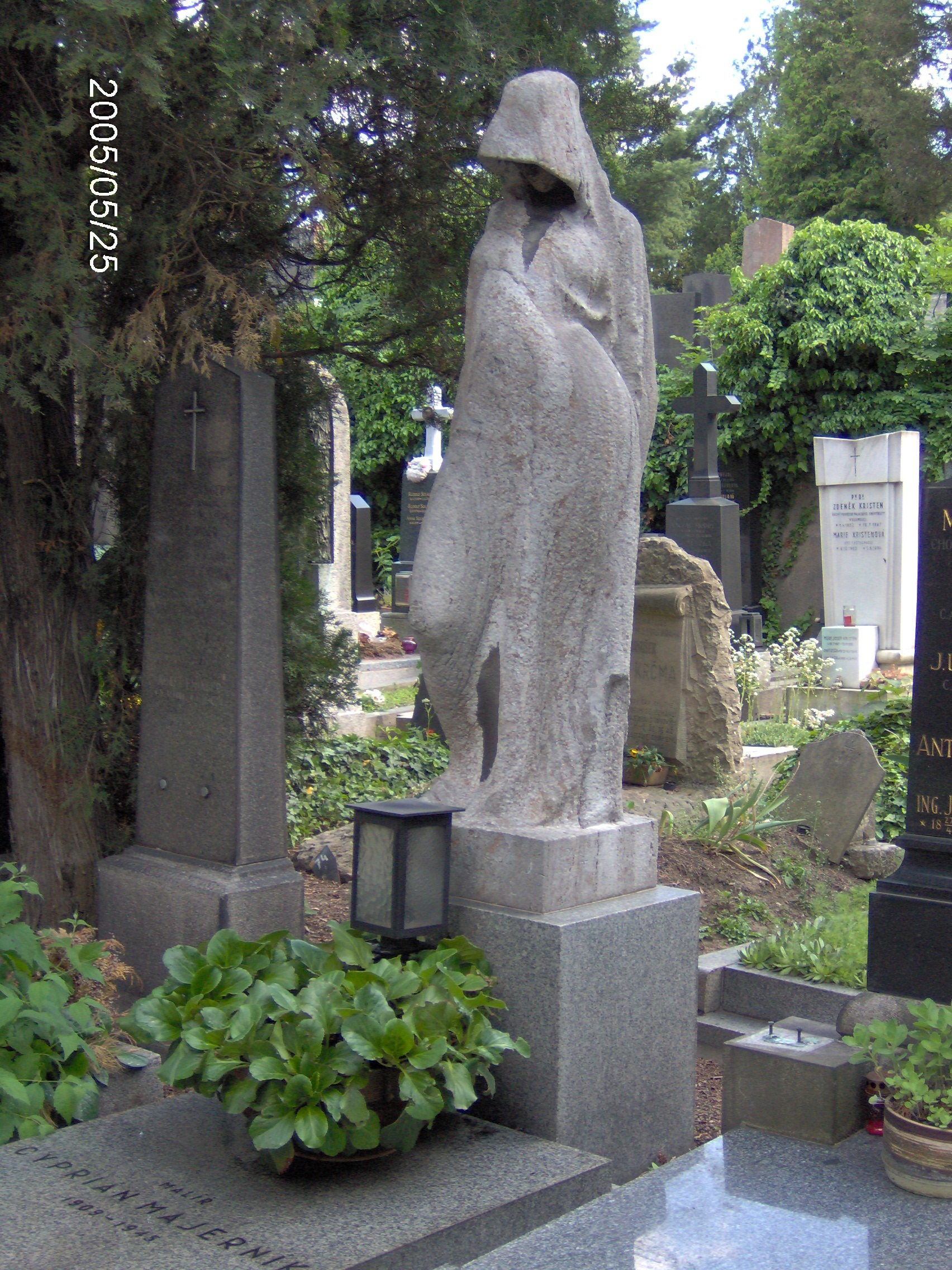
Hrob malíře Cypriána Majerníka - hřbitov Vyšehrad-Slavín v Praze

Cyprián Majerník (24. listopadu 1909 Veľké Kostoľany u Trnavy – 4. července 1945 Praha) byl slovenský malíř působící v Praze, představitel „Generace 1909“.

## Život
Ve svém rodišti prožil jen dětství, absolvoval měšťanskou školu v Pezinku, poté nastoupil (1924) na střední ekonomickou školu v Košicích. Po studiích na bratislavské soukromé malířské škole Gustáva Mallého a na pražské Akademii výtvarných umění u (prof. J. Loukoty, prof. J. Obrovského) zůstal Majerník natrvalo v Praze. Absolvoval také kratší studijní pobyt (1932) v Paříži, zde jej upoutal především Marc Chagall, vnímal však i další soudobé podněty, např.: Pabla Picassa a Giorgia de Chirica, které vyhovovaly jeho imaginativnímu a senzitivnímu nazírání. V Praze se seznámil s J. Želibským a J. Mudrochem, a také s J. Bauernfreundem a E. Nemesem, se kterými tvořil jádro generačně blízkého okruhu malířů.

## Dílo

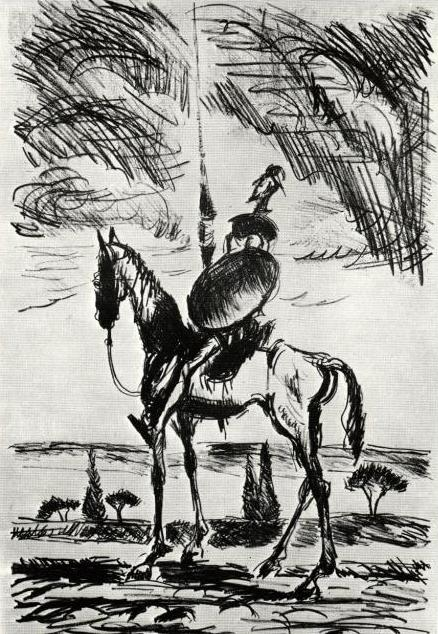
Don Quijote – litografie z roku 1944, autor Cyprián Majerník (1909–1945), častý malířův námět jako symbol-pochodeň víry

Jeho tvorbu patrně velmi ovlivnila propukající choroba (skleróza multiplex), ale také velkým dílem společenské změny a politická mračna nad Evropou. Svůj postoj k fašismu poprvé vyjádřil v obraze „Objetí“ (1936), kde chlupaté tmavohnědé ruce sahají po mladé ženě symbolizující kulturu. Také postava dona Quijota se stává jakousi pochodní víry v mnoha jeho obrazech. Majerník citlivě vnímal tragédie Lidic, Ležáků a válečné utrpení miliónů lidí – a tak rok 1942 zákonitě přinesl do jeho tvorby odvážné a radikální účtování s filozofií fašismu – např. monumentálně koncipovaným dílem „Neslýchané setkání“. Tento jeho nejrozměrnější obraz se stal troufalou výzvou nacistům, symbolem protestu proti židovským a vězeňským transportům, proti pochodům smrti.
V Praze, kde působil až do konce svého krátkého života, se těšil mimořádnému uznání nejen jako vynikající malíř, ale i jako výjimečný člověk. Legenda českých výtvarníků Jan Zrzavý při vzpomínce na Majerníka mj. řekl: „Za mnoho let svého umělecko-spolkového života, ani mezi umělci vůbec neznal jsem člověka tak ušlechtilého, tak taktního, milého a jemného. Za málokterým z odešlých nesou se vzpomínky tak krásné a naplněné vděčností a vděčností za to, jsme měli štěstí ho poznat a okřívat v očisťujícím jeho záření“.
Cyprián Majerník patří mezi nejvýraznější a nejvzácnější osobnosti meziválečného výtvarného umění u nás a svým přínosem jak v tvorbě, tak svou lidskostí a silnou osobností výrazně ovlivnil nejen generačně blízké malíře, ale také představitele nastupujícího uměleckého pokolení. Ve svém díle zobrazil dobu, v níž žil, její drama, tragédii, hrůzy nacismu a fašismu - i víru ve vítězství dobra nad zlem. Byl příkladem společenské angažovanosti umění, upozorňoval uměním na náboženské tmářství, byl nositelem antifašistické myšlenky, citlivě vnímal válečné utrpení lidí a považoval za povinnost upozorňovat na nebezpečí válečné apokalypsy. V jeho postavách uprchlíků, zajatců a poutníků vyjadřoval obludnost nesmyslného zabíjení ve válce a také se nechával inspirovat konkrétními událostmi (např. občanská válka ve Španělsku, nacionální socialismus v Německu).

### Výstavy
- V roce 1930 poprvé své práce prezentoval na výroční školní výstavě. Práce byly charakteristické velkým vlivem Matisse a Deraina. První samostatnou výstavu měl Majerník v roce 1935 s kolekcí 37 olejů, kvaše a akvarelů a po ní byl přijat do Umělecké besedy. V roce 1942 v UB získal čestnou cenu.
- Druhou samostatnou výstavu měl na podzim roku 1940 se souborem 40 prací.
- Souborná výstava díla Cypriána Majerníka, v pavilonu Bloku českých výtvarníků Myslbek, od 29. ledna do 3. března 1946
- Od roku 1946 Majerníkovy obrazy zhlédli návštěvníci mnoha výstav v evropských městech a jeho dílo je také zastoupeno v mnoha galeriích ČR a zejm. na Slovensku.

## Odkaz a uznání
- Majerník byl a je předním reprezentantem „Generace 1909“ (spolu s Mudrochem, Želibským, Hoffstädterem aj.), která za svůj projev v čase nastupujícího fašismu později získala čestné pojmenování „svědomí doby“.
- Za své dílo i životní postoj Majerník obdržel v roce 1946 Slovenskou národní cenu in memoriam, a v roce 1947 in memoriam Státní cenu za cyklus obrazů z období války.
- V roce 1991 mu prezident republiky Václav Havel propůjčil Řád T. G. Masaryka in memoriam za zásluhy o demokracii a lidská práva.
- Dne 9. listopadu 2007 byla Cypriánu Majerníkovi - na domě čp. 102/5 v ul. Nad Královskou oborou, Praha 7 Bubeneč - odhalena pamětní deska s bustou (autor akad. sochař Zdeněk J. Preclík; organizátorem akce byl Slovenský institut v Praze, Klub slovenské kultury, za podpory předsedy vlády SR).
- Z úcty k Majerníkově památce byla otevřena v Bratislavě v roce 1957 galerie pojmenovaná: Galerie Cypriána Majerníka (GCM). Později nebyla v provozu; k znovuotevření došlo začátkem roku 2008. Galerie sídlí v Zichyho paláci a spravuje ji Centrum hudby Bratislava – Staré Město Zichyho palác, Ventúrska 9.
- V roce 1967 vydána druhá pětiznámková emise „Umění“ a v ní známka Cyprián Majerník: Don Quijote, v hodnotě 1 Kčs.
- Galerie Jana Koniarka v Trnavě (SR) uděluje od r. 2007 „Cenu CYPRIANa“ (pojmenovanou podle Cypriána Majerníka) - rozhoduje mezinárodní porota při Bienále mladého umění SKUTER. Je určena mladému umělci do 35 let z české a slovenské scény. Obdrželi: Pavla Sceránková (2007) a Tomáš Džadoň (2009).
- U příležitosti 100. výročí umělcova narození: výstava jeho díla - od 27. listopadu 2009 do 31. ledna 2010 v Mirbachovom paláci v Bratislavě.
- Majerníkův obraz Jasnovidec byl v roce 2010 v pražské aukci prodán za tři miliony korun.[2]

## Hrob na Vyšehradě
Cyprián Majerník, který ve věku pětatřiceti let dobrovolně ukončil svůj život skokem z okna, byl 13. července 1945 pochován v Praze na Vinohradském hřbitově. V dubnu 1949 byly jeho ostatky převezeny - z iniciativy Umělecké besedy Praha - do čestného hrobu na vyšehradském hřbitově v Praze (odd. IX.,hrob. místo 103). Autorem náhrobku je architekt V. Kerhart a pískovcová plastika „Smutek“ je podle návrhu Majerníkova přítele sochaře prof. Karla Lidického. Vdova po malíři Majerníkovi - Karla Majerníková – roz. Kukačková (zemř.1970) je pochována spolu s ním.
V roce 2011 koupil Majerníkův hrob na Vyšehradě bývalý funkcionář fotbalové Slavie Tomáš Rosen. Za hrob i se skulpturou Lidického zaplatil 38 tisíc korun. „Slovenský rodák Cyprián Majerník je na Slovensku velmi ceněným malířem. Co se stalo, je absurdní... V dnešní době má pro společnost větší cenu fotbalista nebo majitel fotbalového klubu než umělec," uvedl Richard Gregor, kurátor Galerie Cypriána Majerníka v Bratislavě. S Rosenem se chce aspoň dohodnout, aby Majerníkovy ostatky byly pietně vyňaty a mohly být pohřbeny na slovenském Národním hřbitově v Martině.
Za standardních podmínek je přitom nemožné hrob na Vyšehradě koupit, výjimečně se to podaří pozůstalým po významných osobnostech. Za tehdejšího vedení Správy pražských hřbitovů však potají kupovali hroby na Vyšehradě lidé, kteří měli blízko k představitelům pražského magistrátu.
V nedávné minulosti se podařilo Správě pražských hřbitovů toto hrobové místo po dohodě převzít od posledního nájemce zpět. Hrobové místo s ostatky Cypriána Majerníka není v současnosti možné pronajímat a tak bude tento významný hrob zachován i pro příští generace.

## Galerie

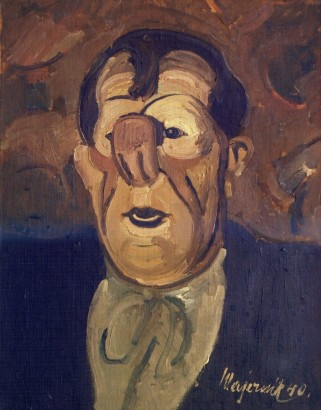
Klaun (1940)
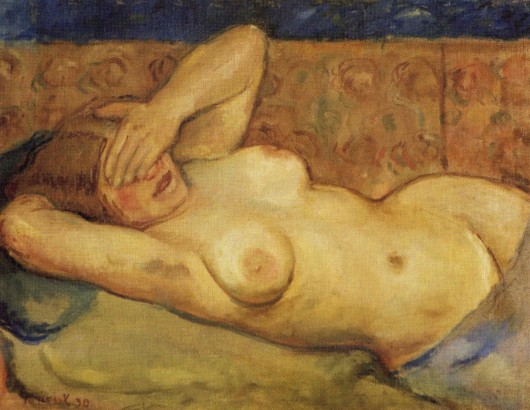
Ležící akt (Stydlivá) (1930)
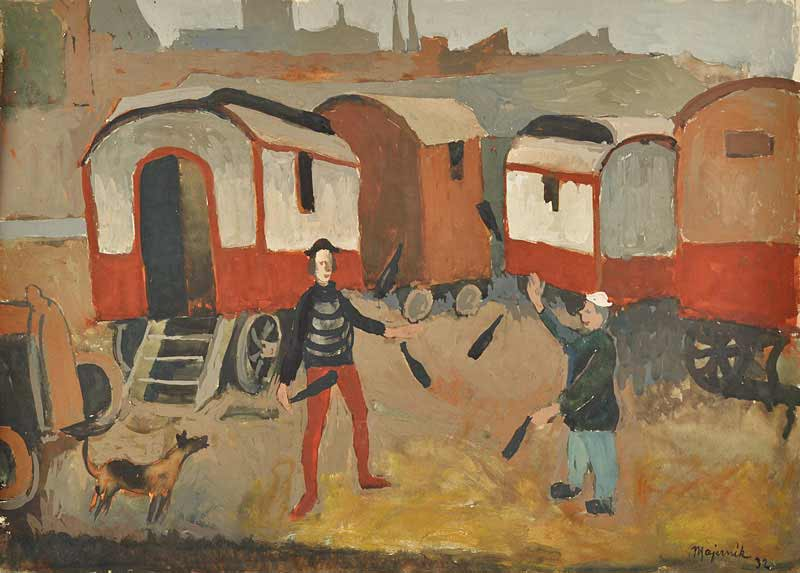
Žongléři
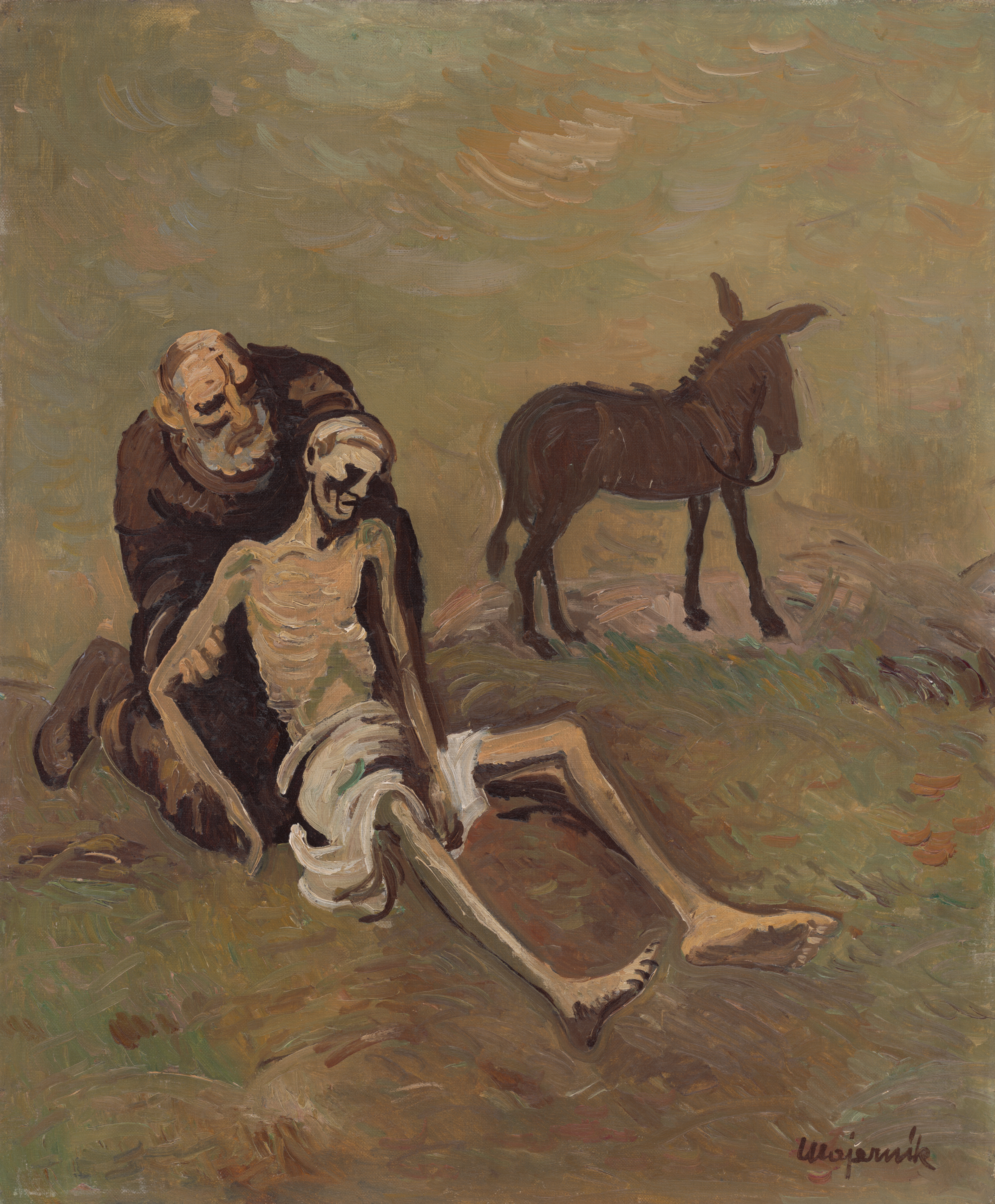
Samaritán (1940)
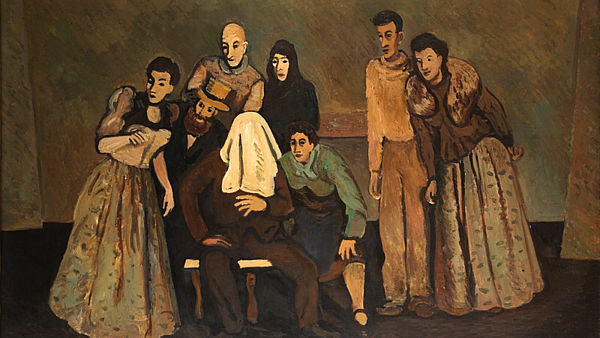
Jasnovidec
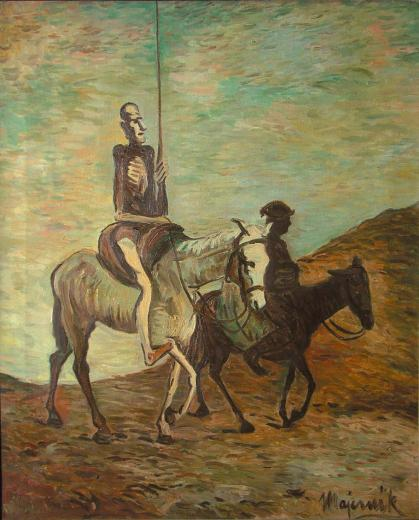
Don Quijote a Sancho Panza. (1940)

## Fotogalerie

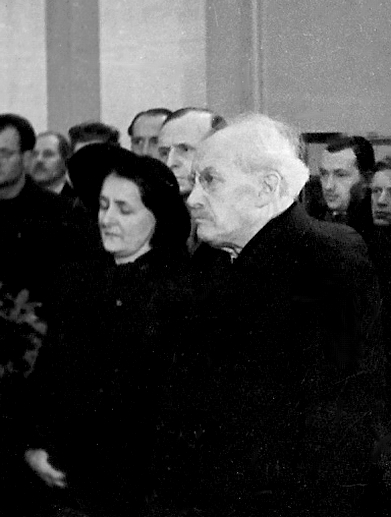
Ministr čs. vlády Zd. Nejedlý s Karlou Majerníkovou při rozloučení s C. Majerníkem
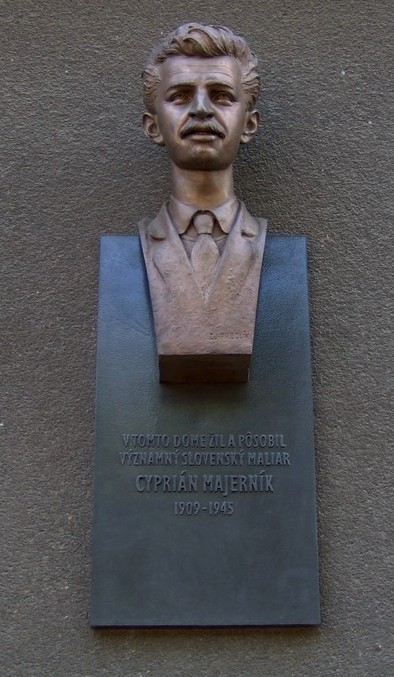
Pamětní deska na domě č. 5 Nad Královskou oborou v Praze 7
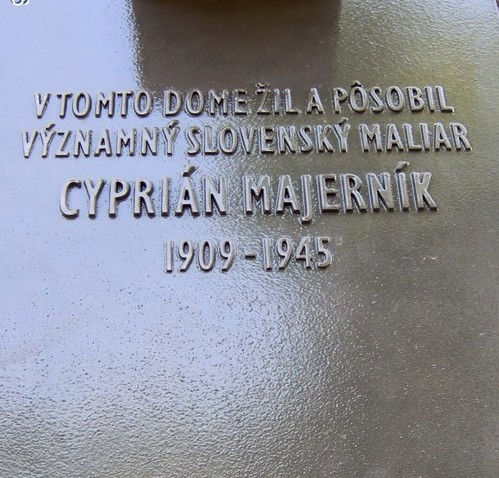
Text na pamětní desce Cypriána Majerníka v Praze 7